# Giuseppe Marzorati

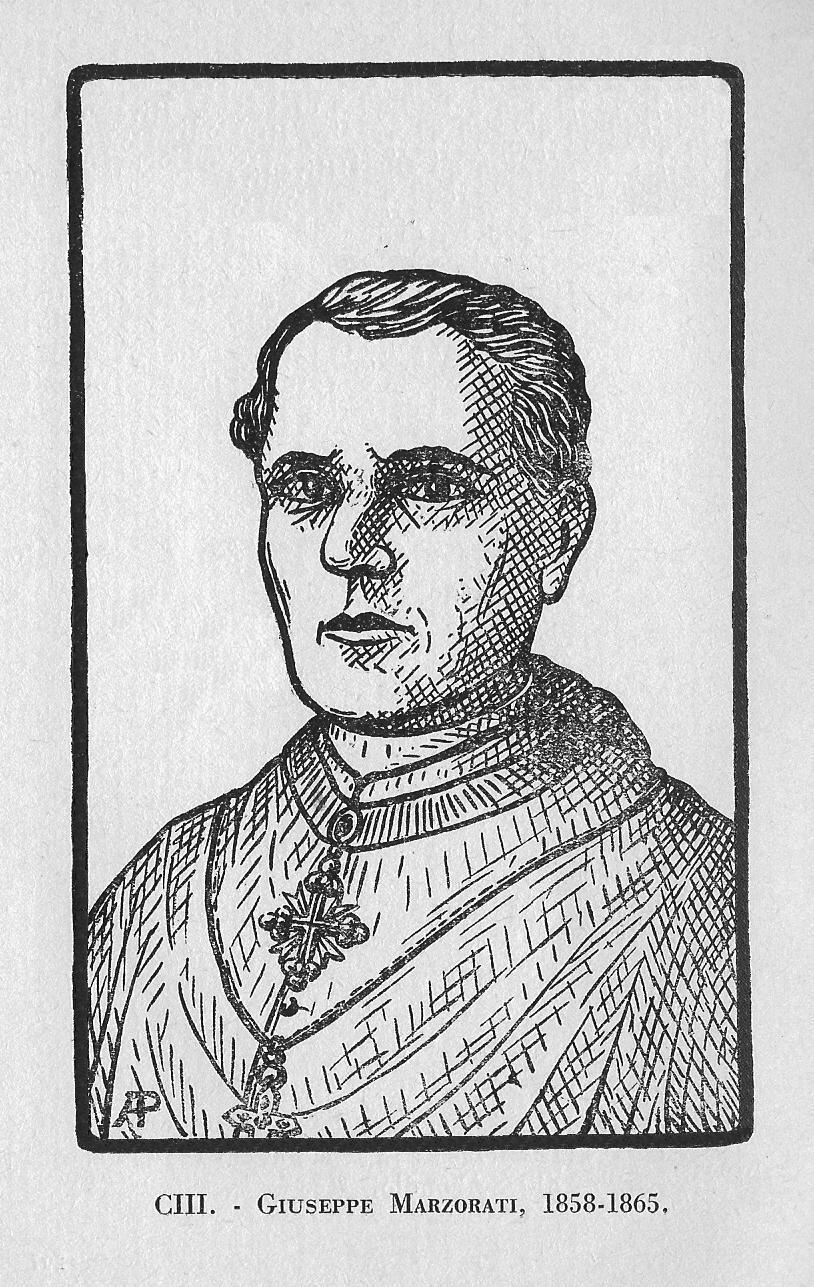
Giuseppe Marzorati, Bischof von Como (1858–1865)

Giuseppe Marzorati (* 22. November 1818 in Mailand; † 25. März 1865 in Como) war ein italienischer Geistlicher, Theologe und Bischof von Como.

## Leben
Giuseppe war Sohn des Francesco und dessen Ehefrau Angela Morandi. Er trat in das Priesterseminar ein und schlug eine kirchliche Laufbahn ein, wobei er sich unter anderem der Übersetzung verschiedener religiöser Werke aus dem Französischen und Deutschen widmete. Er wurde am 25. Juni 1858 von Papst Pius IX. zum Bischof von Como ernannt, nachdem der vorherige Bischof, Monsignore Carlo Romanò, im November 1855 verstorben war und der Bischofssitz der larianischen Hauptstadt mehrere Jahre lang vakant war. Während seines Episkopats weihte er zwei Persönlichkeiten zu Priestern, die zu den Ehren der Altäre gelangen sollten: Giovanni Battista Scalabrini, der 1863 zum Priester geweiht und 1997 seliggesprochen wurde, und Luigi Guanella, der 1866 zum Priester geweiht, 1964 seliggesprochen und 2011 heiliggesprochen wurde.
Wie sein Vorgänger sah sich auch Monsignore Marzorati mit bedeutenden historischen Umwälzungen und mit den schwierigen Beziehungen zwischen der Kurie von Como und den Behörden des Kanton Tessins konfrontiert. Die verschiedenen Regierungen, die ab 1803 an der Spitze des Kantons aufeinander folgten, wollten die Tessiner Gemeinden von der Einmischung der italienischen Episkopate befreien und hofften auf die Schaffung eines eigenen Bistums für das Tessin, was jedoch erst 1888 zustande kam. Insbesondere die Liberalen, die seit 1839 an der Regierung waren, hatten eine entschiedene Kampagne zur Säkularisierung des Kantons eingeleitet und wurden dabei von den Bundesbehörden unterstützt. Im Jahr 1856 hatte der Gran Consiglio das Konkordat mit dem Heiligen Stuhl jedoch nicht unterzeichnet, da es die Trennung der Tessiner Pfarreien von den lombardischen Diözesen nicht vorsah. Im gleichen Jahr forderte die Bundesversammlung den Bundesrat auf, den Kanton Tessin in seiner diözesanen Trennungspraxis tatkräftig zu unterstützen.
Deshalb verkündete der Bundesrat zwei Jahre später, am 22. Juli 1859, die Emanzipation des Kantons Tessin von jeder ausländischen bischöflichen Jurisdiktion. Da der Heilige Stuhl keine neue Tessiner Diözese errichtete, hatte diese Maßnahme zur Folge, dass der neue Bischof Marzorati die Pfarreien im Kanton Tessin, die ebenfalls zu seiner Diözese gehörten, nicht besuchen konnte.
Am Nachmittag des 27. Mai 1859 besiegten Giuseppe Garibaldi und seine Cacciatori delle Alpi in der Vorstadt San Fermo die österreichischen Truppen unter dem Kommando von Oberstleutnant Karl von Urban und befreiten am Abend die Stadt Como. Am nächsten Tag jedoch sammelte Garibaldi seine Männer und verließ die Hauptstadt Como wieder, um die feindlichen Truppen zu verfolgen, die sich in Richtung Varese zurückzogen. In der Stadt machte sich jedoch die Befürchtung breit, dass die Österreicher die Gunst der Stunde nutzen und in die Stadt zurückkehren würden. Monsignore Marzorati begab sich daher in Begleitung einiger anderer Honoratioren aus Como nach Camerlata, entlang der Eisenbahnlinie, die für den Transfer der österreichischen Truppen benutzt wurde, um seine guten Dienste anzubieten und ruinöse Rache zu verhindern. Bei dieser Gelegenheit wurde Garibaldi vom königlichen Kommissar Emilio Visconti Venosta die berühmte Botschaft mit dem Ersuchen um Hilfe übermittelt, deren Überbringerin die Marquise Giuseppina Raimondi war.
Marzorati starb in Como und wurde in der Basilika von Sant’Abbondio neben seinem Vorgänger beigesetzt.